# Câmara magmática

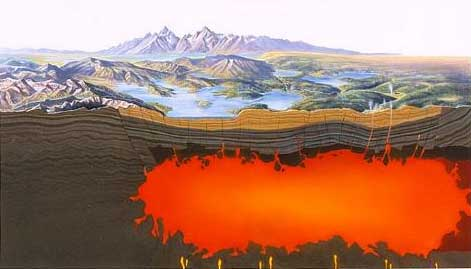
Visão simplificada de uma câmara magmática.

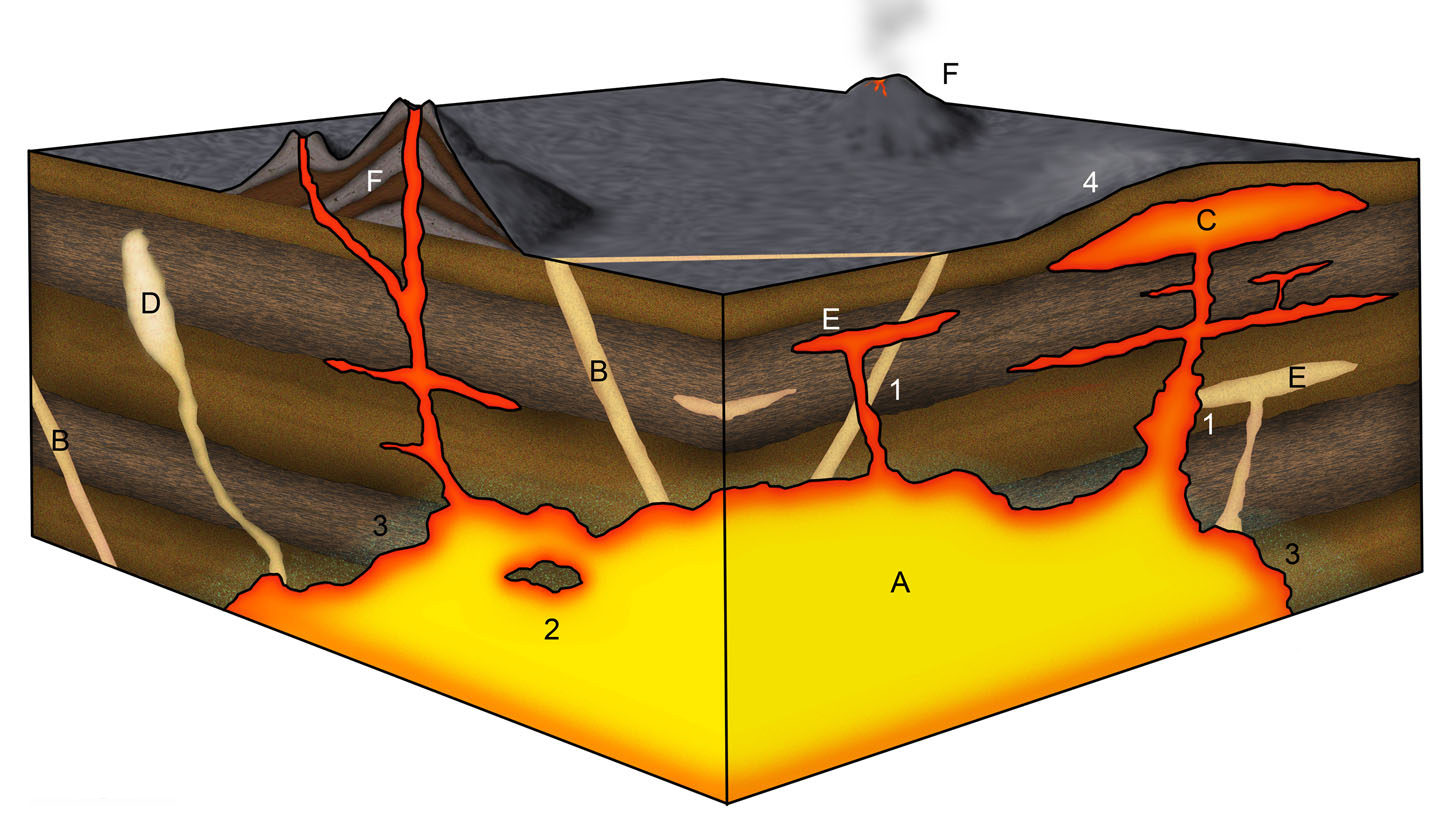
Outra visão, também simplificada, de uma câmara magmática alimentando um edifício vulcânico. Do colchão

(11) Câmara magmática de um vulcão.

Câmara magmática, por vezes reservatório magmático, é a designação dada em geologia estrutural e vulcanologia às massas de magma, isto é de rocha liquefeita ou parcialmente liquefeita, contidas em reservatórios subterrâneos complexos, constituídos geralmente por um conjunto de bolsas ou fracturas alargadas, mais ou menos anastomosadas, preenchidas por magma. Os reservatórios, com volumes de algumas dezenas a várias centenas de quilómetros cúbicos (km3), localizam-se no interior da litosfera, em geral entre 1 km e 10 km abaixo da superfície. O magma contido nessas câmaras encontra-se submetido a grandes pressões, resultantes do peso das rochas que as recobrem, pelo que no decurso do tempo tende a fracturar as rochas circundantes criando canais através dos quais o material fundido, menos denso que as rochas encaixantes, tende a subir, aproximando-se da superfície. Quando eventualmente atinge a superfície, o magma transforma-se em lava e origina uma erupção vulcânica, pelo que associado a um ou mais vulcões existe sempre uma câmara magmática. Quando o magma arrefece e solidifica antes de atingir a superfície, origina rochas intrusivas ou subvulcânicas, dependendo da profundidade e características da formação. As câmaras magmáticas podem esvaziar-se por erupção e serem novamente preenchidas por injecção de magmas oriundos de grandes profundidades.

## Descrição
A câmara magmática,  correctamente o «reservatório magmático», identifica regiões da litosfera, designadamente da crusta e da parte superior do manto, onde se formam acumulações de material em fusão, ou pelo menos em fusão parcial, que dada a sua menor densidade em relação às rochas circundantes tende a subir lentamente em direcção à superfície. O reservatório é composto por rochas profusamente fracturadas e densamente injectadas pelo magma, formando uma complexa estrutura com grande desenvolvimento vertical e múltiplos canais alargados e anastomosados, dominada por um denso conjunto de diques verticais sub-paralelos, ligando as zonas profundas onde o magma é originado às regiões sub-superficiais onde se acumula. Apenas nas regiões mais próximas da superfície se formam lentículas de puro magma, pelo que é errada a imagem de uma câmara magmática como sendo uma cavidade preenchida por rocha em fusão: antes trata-se de uma vasta região de rocha fracturada e em fusão parcial, e por essa via feita porosa, impregnada por material em fusão.
O material liquefeito, menos denso, sobe lentamente pela estrutura, acumulando-se nas zonas mais altas, onde forma reservatórios onde predomina o material liquefeito. São estes reservatórios que ao solidificar dão origem a lacólitos e estruturas similares e que quando colapsam após esvaziados por uma erupção vulcânica originam as caldeiras de abatimento.
Nesse contexto, as câmaras magmáticas não coincidem necessariamente com a zona fonte do magma, frequentemente representando um espaço que o magma ocupa no estádio intermédio da sua subida em direcção à superfície.
A complexidade estrutural das câmaras magmáticas existentes na base das estruturas vulcânicas é testemunhada pela variabilidade composicional dos magmas emitidos por um vulcão em diferentes períodos da sua actividade (ou por vezes mesmo no decurso de um mesmo evento eruptivo). Esta variabilidade indica que existe um reservatório, com estruturas múltiplas e canais diferenciados de afluxo à superfície, no interior do qual ocorre um processo de cristalização fraccionada, pelo qual, de um magma primário, se passa a líquidos residuais sempre mais evoluídos e menos densos, por separação de fases minerais que solidificam por cristalização.

### Estimativa do volume da câmara magmática
O volume de uma câmara magmática é sempre muito maior que o volume do magma emitido, já que a maior parte do material em fusão permanece impregnado nas rochas encaixantes, para além de que no curso do processo de cristalização fraccionada se verifica uma progressiva diminuição do líquido residual.
Conhecendo o volume e as características geoquímicas do magma emitido, para estimar o volume da câmara magmática é utilizado um método geoquímico baseado no modelo de Rayleigh, que exprime a variação da concentração de um elemento traço no líquido residual no decurso do processo de cristalização fraccionada:
Ci=Ci,0 x FD-1 (1)
onde Ci e Ci,0 representam as concentrações do elemento "i" respectivamente no líquido residual e no sistema inicial, "F" a fracção de liquido residual e "D" o coeficiente de repartição total do elemento i.
O elemento a tomar como referência deve ser higromagmatófilo, para que se possa assumir que D=0 (por exemplo terras raras, tório, urânio, zircónio ou tântalo). Nesse caso:
Ci=Ci,0 x F−1 (2)
Para calcular o grau de fraccionamento do magma emitido é necessário identificar os termos mais primitivo e mais evoluído pertencentes à mesma erupção. O primeiro exprime a concentração inicial do elemento traço i (Ci,0), o outro fornece a concentração do mesmo elemento no líquido residual (Ci). Da fórmula (2) resulta:
F=Ci,0/Ci (3)
Aceitando a hipótese que assume que a câmara magmática contivesse o volume do líquido antes do início do processo de fraccionamento, o seu volume total está relacionado com o volume das lavas emitidas pelo factor F:
Vcm=Vmagma emitido/F (4)
Este modelo ignora, contudo, os fenómenos de retenção de materiais nas rochas encaixantes e o efeito da fusão de materiais oriundos dessas rochas, pelo que produz apenas uma estimativa grosseira dos volumes envolvidos.

## Dinâmica das câmaras magmáticas
O magma ascende através de fendas debaixo e através da crusta, dado ser menos denso do que as rochas circundantes. Quando o magma não consegue encontrar um canal que lhe permita continuar a ascensão, acumula-se e forma uma câmara magmática. As câmaras magmáticas são em geral resultado da gradual acumulação de magma, por sucessivas injecções horizontais ou verticais.
O influxo de novo magma desencadeia reações físico-químicas com os cristais preexistentes, as quais tendem a fazer aumentar a pressão no interior da câmara magmática e, por essa via, provocar uma maior fracturação das rochas encaixantes.
Quando o magma acumulado numa câmara magmática começa a arrefecer, os componentes com ponto de fusão mais elevado, como as olivinas, são excluídos da solução por cristalização, particularmente nas regiões próximas das rochas que formam as paredes e o tecto da câmara, naturalmente mais frias que o magma, formando um conglomerado de minerais mais denso que o magma circundante, o qual se afunda em direcção ao fundo da câmara magmática formando rochas em que sucessivamente predominam minerais correspondentes às correspondentes séries de cristalização.
Quando não ocorra erupção, o processo de arrefecimento leva à saturação de diferentes fases minerais, num processo designado por cristalização fraccionada, fazendo com que o tipo de rocha formada também varie sequencialmente em função dos minerais que em cada fase são precipitados do material em fusão. Em função da composição inicial do magma, desse processo de arrefecimento e cristalização sequencial resulta tipicamente a formação de gabro, diorito, tonalito e granito ou de gabro, diorito, sienito e granito.
Se magma permanecer numa câmara magmática por um longo período sem solidificar, pode adquirir estratificação, com os componentes de menor densidade a acumularem-se junto ao topo e os materiais mais densos a afundarem-se e a precipitarem junto ao fundo da câmara. Nesse caso, as rochas forma-se em camadas que reflectem a estratificação do magma, dando origem a uma intrusão em camadas. Quando uma câmara magmática em que tenha ocorrido estratificação alimente um vulcão, qualquer erupção subsequente pode produzir depósitos distintamente segregados em camadas. Um exemplo está patente nos depósitos da erupção do Monte Vesúvio no ano 79 AD, os quais incluem uma espessa camada de pedra pomes branca, originária do magma presente na porção superior  câmara magmática, recoberta por uma camada semelhante de pedra-pomes cinzenta produzida a partir de material ejectado posteriormente a partir da parte profunda da câmara.
Um outro efeito de arrefecimento da câmara magmática é o aumento da pressão no seu interior que resulta da libertação dos gases (principalmente vapor de água) dissolvidos no magma liquefeito. O arrefecimento conduz à solidificação, e consequente formação de cristais, processo que separa o material sólido do material gasoso, fazendo com que a pressão na câmara aumente, em muitos casos o suficiente para produzir uma erupção. Além disso, a remoção dos componentes de ponto de fusão mais baixos tendem a tornar o magma mais viscoso (por aumento da concentração de silicatos). Assim, a estratificação de uma câmara magmática pode resultar num aumento da quantidade de gás presente no magma localizado perto do topo da câmara e, simultaneamente, tornar aquele magma mais viscoso. O consequente aumento de pressão e de viscosidade potencia erupções mais explosivas do que seria o caso se a câmara magmática não estivesse estratificada.
Se o magma não é ventilado para a superfície por uma erupção vulcânica, arrefece lentamente e cristaliza em profundidade, dando origem a um corpo de rochas ígneas intrusivas, em geral composto por granito ou gabro (veja também plutão).
Quando o magma atinge a superfície e se transforma em lava durante uma erupção vulcânica, a câmara magmática esvazia-se e a pressão no seu interior diminui rapidamente, o que pode conduzir ao colapso das rochas circundantes que formam o seu tecto e paredes, as quais caem para dentro da câmara, sendo eventualmente parcialmente absorvidas pelo material em fusão. Este colapso causa uma considerável redução do volume da câmara, o qual se traduz na formação de uma depressão à superfície designada por
caldeira vulcânica. Muitas vezes, um vulcão pode ter uma câmara magmática profunda, situada muitos quilómetros abaixo da superfície, que alimente uma câmara pouco profunda perto do local de erupção, permitindo erupções repetidas sem que haja abatimento da estrutura.
A localização das câmaras magmáticas pode ser mapeada usando estudos de sismologia: as ondas geradas por sismos ou induzidas por explosões movem-se mais lentamente através do magma do que da rocha sólida, permitindo medições capazes de identificar as regiões de movimento lento correspondentes às câmaras preenchidas por magma.

## Modelo de Mogi
O sismologista japonês Kiyoo Mogi (茂木 清夫, Mogi Kiyoo, nascido em 1929 na Prefeitura de Yamagata) apresentou em 1958 um modelo matemático que se revelou um excepcional avanço na compreensão da dinâmica das erupções vulcânicas. Após estudar dados sobre a dinâmica de múltiplos vulcões, concluiu que uma solução matemática desenvolvida em 1955 por Norio Yamakawa podia ser usada para modelar a deformação de um vulcão causada por variações de pressão no interior da sua câmara magmática.
O 'Modelo de Mogi' (também conhecido por 'Modelo Mogi-Yamakawa') subsequentemente transformou-se no primeiro método quantitativo com utilização generalizada em vulcanologia, mantendo-se ainda em utilização.